# Sistem dinamic

Atractorul Lorenz este un exemplu de sistem neliniar dinamic.

Conceptul de sistem dinamic este o formalizare matematică  a oricărei "reguli" fixate care descrie dependența de timp a poziției unui punct în spațiu.  Exemple:  modelele matematice care descriu mișcarea unui pendul de ceas, curgerea unui lichid printr-o conductă, și numărul de pești, în fiecare primăvară, într-un lac.
Un sistem dinamic are o stare determinată de o colecție de numere reale, sau, mai general  o mulțime de puncte geometrice aparținând unui spațiu de stări.